# 傑爾諾
50°46′22″N 25°44′45″E / 50.77278°N 25.74583°E
傑爾諾（烏克蘭語：Дерно），是烏克蘭的村落，位於該國西部沃倫州，由盧茨克區負責管轄，始建於1445年，面積5.21平方公里，海拔高度206米，2024年人口1,500，人口密度每平方公里293.36人。